# Musique marocaine
La musique marocaine se caractérise par sa grande diversité d'une région à l'autre du Maroc. On trouve la musique comme le chaâbi et l'aïta des plaines atlantiques (Doukkala-Abda, Chaouia-Ouardigha, Rehamna…), le melhoune (Tafilalet, Meknès, Marrakech, Taroudant), l'andaloussi des grandes villes (Meknès, Fès, Salé, Tétouan, Marrakech, Rabat, Oujda…) le Gnawa qui s'étend sur les régions de Essaouira, El Jadida et Marrakech ou encore le hassani dans le Sahara marocain. On trouve aussi la musique amazighe comme la Aarfa et la Reggada des tribus bèrbères zénètes des Béni Snassen au nord-est du Maroc (provinces d'Oujda, Berkane et Taourirt, et dans tout l'Oriental de manière générale, le ahidous du Moyen Atlas et l'ahouach du Souss.
Par ailleurs, il existe une nouvelle génération de jeunes, qui crée une musique qui synthétise l’esprit marocain aux influences venues du monde entier (blues, rock, metal, reggae, rap marocain, etc.).Chaque genre et groupe musical est constitué de sous-groupes régionaux, et est en outre divisé entre musique « moderne » et « traditionnelle ».

## Histoire
Au XXe siècle apparaît une musique classique dérivant de la musique arabe produite par des artistes venant principalement d'Égypte. La chanson marocaine remonte à la nuit des temps. Chaque grand événement de la vie étant l'occasion de rassemblements et de productions poétiques et lyriques. Les grandes tendances se sont d'emblée révélées avec la musique berbère, arabe et la darija.
Le rock et le jazz font leur apparition très tôt fin à Casablanca et Rabat. Dans les années 1960 émerge Jauk et son dakkajazz avec ses Jaguars, les Variations suivi dès les années 1970, par de nouvelles formes de pop marocaine apparaît avec des formations musicales citadines telles que Nass El Ghiwane, Jil Jilala, Lemchaheb ; elle marque un renouveau dans la musique marocaine.
Le début des années 1980 fait connaître à un large public le phénomène de l'émergence de la musique du monde. Cette musique (dite ethnique) recouvre la pop du tiers monde et/ou européenne avec diverses influences des musiques traditionnelles des autres continents. Ce nouveau phénomène musical (de fusion) fera connaître les rythmes marocains et particulièrement la musique gnawa au monde que de nombreux musiciens et interprètes marocains introduisent dans leur répertoire.
Depuis 1990, une nouvelle génération développe une musique marocaine sous influence des styles venus du monde entier (blues, rock, métal, reggae, etc.). Cette nouvelle génération chante en utilisant un mixte de plusieurs langues : arabeamarocain, français, anglais et parfois espagnol.

## Musiques amazighes
Le Maroc, pays arabo-berbère, est enrichi considérablement par un patrimoine musical varié. Inspirés par la beauté du paysage rural et méditerranéen, les chants et danses berbères sont un spectacle riche en poésie et en couleurs. La musique arabe forme 70 % du panorama musical marocain et est divisée en plusieurs tendances: le classique arabe, le moderne arabe, la chanson courte dite jeune, le traditionnel al melhoun, le chaabi et le classique andalous. Les médias publics favorisent ces genres de musique et leur continuité est assurée par les conservatoires de musique du royaume. Les années 1970 ont aussi vu l'émergence de la chanson arabe engagée sous la forme de groupes comme Jil Jilala, Nass el ghiwane et Lemchaheb. Les années 1980 ont vu l'arrivée du style Rai algérien qui est dérivé du chaabi.
La musique amazighe, qui est répandue seulement dans les régions amazighes, est divisée en trois grands groupes suivant les régions (et donc les dialectes régionaux de les langues berbères) :
- Au nord, la musique du Rif : Ses rythmes lui sont propres, avec des chants individuels et collectifs. Les danses y suggèrent le combat, l'attachement à la patrie et la grandeur. C'est une région baignée dans les danses guerrière nommées aarfa. Elle a notamment donné la reggada (musique moderne et relativement jeune, née dans les années 1980).
- Au centre, la musique du Moyen Atlas : Elle comporte des formes chantées aux rythmes et mélodies caractéristiques. La technique vocale est également spécifique.
- Au sud, la musique du Souss dans l'Anti-Atlas, avec notamment la musique tachelhit et l'Ahouach.

Ces musiques amazighes sont également divisées entre « moderne » et « traditionnelle ». La rythmique des chansons, des chants et des danses festives marque le temps et les actes de la vie en commun. Les hommes et femmes membres de groupes musicaux revêtent leurs habits traditionnels qui se transmettent de génération en génération. La rythmique constitue la base fondamentale de cette musique. La danse accompagne toujours les chants.

### Dakka roudania (ou marrakchia)
La dakka roudania est une musique folklorique traditionnelle  qui, comme son nom l'indique, est originaire de la ville de Taroudant dans la région du Souss. La dakka est célébrée lors de la fête religieuse de Achoura (le 10e jour du nouvel an musulman). Étymologiquement, dakka signifie « frappe rythmée des mains » en arabe marocain. Elle est la musique des évènements heureux, moissons, mariages, circoncisions de toutes les classes sociales confondues, joie bonheur et fête. Elle descend progressivement vers Marrakech où elle trouve son plein épanouissement absorbant tous les instruments. Sa particularité est la conservation de l'accélération rythmique, sa polyrythmie, le mélange des onomatopées, des changements de claquements de main, doigts en éventail.
Aujourd'hui[Quand ?], la dakka est chantée en darija et se caractérise par une structure musicale basée exclusivement sur des percussions (darbouka, bendir, taârija, qraqeb, neffar, et accessoirement tabl), par un chant masculin et des chorales (une personne chante, les autres répètent le refrain en guise de chorale). La dakka est présente partout au Maroc, et même à l'étranger, en Europe Occidentale (notamment en France, Belgique, Pays-Bas et Espagne), cela étant dû aux mouvements d'immigration de la population marocaine, cela s'explique par une volonté d'attachement culturel et la nostalgie de l'ambiance musicale traditionnelle marocaine que les MRE (Marocains résidents à l'étranger) s'efforcent de revivre dans les mariages et les fêtes. Il existe différentes adaptations régionales de la dakka marrakchia et en Europe occidentale, notamment en France, Belgique et aux Pays-Bas, la dakka marrakchia est non seulement un style de musique traditionnelle qu'on écoute pour mettre l'ambiance dans les mariages, mais c'est devenu également un vrai business. Il existe plusieurs groupes de dakka marrakchia en France, par exemple. Mais rares sont les bons groupes de dakka en Europe, avec une bonne structure musicale, une maîtrise parfaite du rythme (mizane) et du répertoire musical de la dakka et une cohérence vestimentaire avec des tenues traditionnelles, de qualité, et dignes d'un vrai professionnel de cette musique folklorique.

### Aarfa et reggada
La aarfa est une danse et une musique traditionnelle amazighe Zénète originaire de la région du Rif oriental. On la danse avec des mouvements d'épaules, un fusil (ou un bâton ornementé), en frappant ses pieds contre le sol au rythme de la musique jouée sur le bendir, la gasba (flute de roseau typique du Rif), la ghaita (instrument d'origine perse) ou le zamar (flûte berbère à deux cornes) accompagnée de chants en berbère ou en darija. Plusieurs tribus du Rif sont réputées pour leurs productions musicales, notamment, Ait Touzine, Ait Waryaghel et les Igzennayen. Les tribus arabophones vivant autour de la région de Oujda nomment ce folklore Allaoui et les chants sont récités en arabe. Cette danse guerrière donne naissance un nouveau genre musical au milieu des années 1980, la Reggada. La Reggada est issue de la danse guerrière des Rifains, la aarfa, et est modernisée par l'ajout de plusieurs instruments musicaux modernes tels que les synthétiseurs. Il convient donc de distinguer Aarfa et Reggada bien que les deux styles soient proches, l'un est un folklore traditionnel berbère, l'autre un style musical moderne basé sur le premier. Le nom de reggada est récent[Quand ?], comparé à la naissance de cette danse/musique. Il serait né dans les années 1980 et proviendrait d'un village près de Berkane portant le nom d´Ain-Reggada (qui signifie « la source qui dort », en raison de son caractère capricieux) car plusieurs grands chanteurs venaient de ce village.
Bien que musique d'expression amazighe à la base, elle est de plus en plus chantée en arabe. On peut citer comme chanteurs amazighophones (appelés Imedyazen en Rifain) Hafid El Guercifi (Guercif), Cheikh Mabrouk (gueznaya), Cheikh Mounchif (Nador), Ralla mimount n' selouane (nador), Cheikh Najim (gueznaya), Cheikh Amarouch (Al Hoceima), Cheikh Moussa (gueznaya), Milouda Al Hoceimiya (Al Hoceima), Najmet Rif (Nador), Mudrus (Temsamane) ou encore Tarwa n cheikh Mouhand (Ait Touzine). Ces derniers sont les enfants de Cheikh Mohand, grand chanteur Rifain connu dans les années 1950-1960.

### Musique du Souss

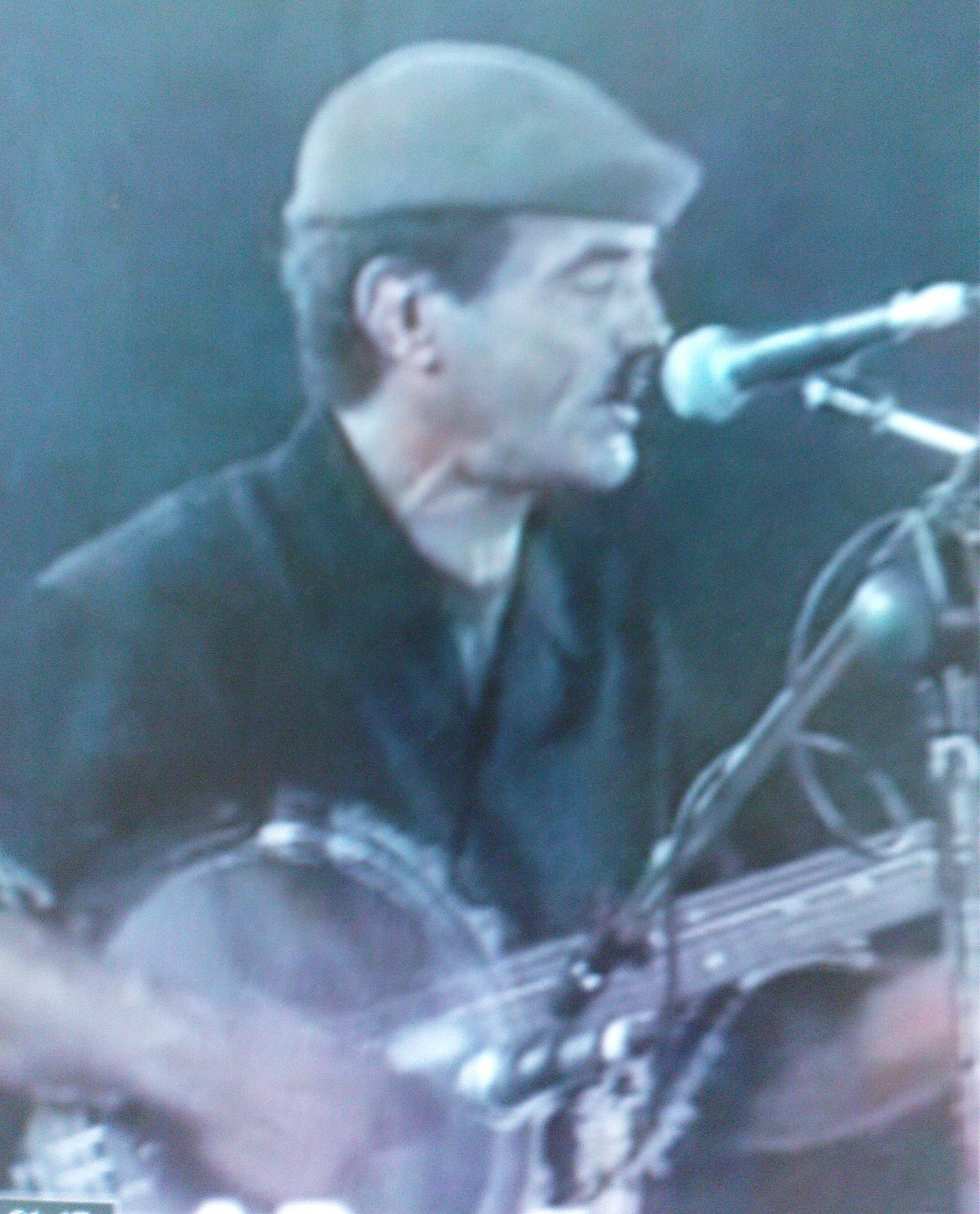
Igout Abdelhadi, musicien du groupe Izenzaren.

La musique du Souss est traditionnelle, mais la ville d'Agadir la modernise rapidement. Il y a tout d'abord la musique tachelhit (chleuh du Souss), dans le sud marocain. Elle se caractérise par sa grande poésie, qui a joué un rôle d'avant-garde pour résoudre un certain nombre de problèmes sociaux de cette région. Au niveau musical, elle est riche de ses rythmes et mélodies, qui offrent au chercheur un immense domaine d’investigation. En 2021, l'Anthologie sur l’art des Rrways - Voyage dans l’univers des poètes chanteurs itinérants amazighes, présentant un livret et dix disques compact avec des enregistrements actuels a reçu le Prix Coups de Cœur - Musiques du Monde de l’Académie Charles Cros.
L'ahidouss est un mélange de chant, de rythme et de danse avec des artistes comme le groupe Izenzaren, Amoury Mbarek, Yuba, Amarg fusion, le groupe franco-marocain Raïs Tijani (fusion de rap et de musique du Souss) ou la chanteuse Hindi Zahra (fusion musiques du Souss et Touareg).

### Tsangif
Concept d’origine berbère qui signifie a cappella. Généralement, c’est un style dominé par les voix féminines à l'occasion des noces, et où les femmes chantent la douleur de la séparation entre la fille et sa mère.

## Châabi
Le châabi (signifiant populaire) est un genre musical principalement chanté en darija et en langue arabe. Les Marocains désignent sous le même terme « châabi » deux types de musiques populaires différentes: l'aïta rurale qui sera reprise et modernisée par des musiciens citadins et un style (dérivé du melhoun) purement citadin.

### Châabi rural de l'aïta
L'aïta est un mot arabe signifiant en français « appel, cri ou complainte ». C'est un chant rural spécifiquement marocain. Il existe diverses graphies : haïta, rita ou ghita. Il est chanté en darija par des groupes mixtes composés de musiciens et chanteurs ainsi que des danseuses. Ces femmes sont appelées des cheikhates (cheikha au féminin singulier). Les anciennes cheikhates étaient des sortes de geishas marocaines mais aujourd'hui, depuis qu'elles peuvent vivre de leur art, elles sont devenues des chanteuses à part entière. Ainsi de nouvelles cheikhates, des petits groupes de quartier et autres chanteurs de charme ont pu proliférer dans toutes les villes du Royaume.
La musique dite « aïta » se subdivise en plusieurs genres : l'aïta jabaliyya (montagnarde) du Nord-Ouest du Maroc (aussi appelée taktoka), l'aïta de khouribga (dite aabidate 'rma), l'aïta marsaouiyya de la région des Chaouiya, l'aïta de la Hasba dans la région des Abda, l'aïta haouziyya de la région de Marrakech, et l'aïta (région de Safi).

#### Aïta de Safi
Safi est présentée comme un lieu où l'Aita prospère. Les récits suggèrent que l'Aita a une signification profonde et historique pour Safi, ce qui en fait un élément important de son identité culturelle. Tradition orale et culture : L'histoire de « Kharboucha » et de l'Aita de Safi illustre la richesse de la tradition orale et de la culture locale. Ces récits sont transmis de génération en génération, contribuant à préserver et à enrichir le patrimoine culturel de Safi.
Parmi les artistes les plus populaires de ce style musical, on peut citer Haja Hamounia, Haja El Hamdaouia, Khalid Bouazzaoui, Fatna Bent Houceine el Abdia, Ould Mbarak (Khouribga) et Abdellah el Bédaoui.

### Chaâbi citadin (chgouri)
Le chaâbi citadin est un genre musical citadin qui trouve ses racines dans le Melhoun et tirant son origine dans le genre musical rural, le chaâbi. Ce genre de musique populaire est associé à la fête et a vu le jour dans la ville de Casablanca. L'utilisation du langage arabe dialectique (darija) et la création de nouveaux rythmes ont fait de ce style un complément essentiel de la danse.
Le chgouri a la particularité d’être commun aux citadins musulmans et juifs. Parmi les célèbres chanteurs de chaâbi citadin on cite Houcine Slaoui, Pinhas Cohen, Haïm Botbol, Abdessadeq Cheqara, Émile Zrihan, Samy Elmaghribi, Maxime Karoutchi, Mike Karoutchi, Cheikh Mouijo, et Nino El Maghrebi.

### Chaâbi citadin de style ghiwane
Le style ghiwane vient du nom d'un groupe né au milieu des années 1960, le groupe Nass El Ghiwane, du musicien Laarbi Batma. Ce style est inspiré par la musique gnaoua et le folklore local mélangé à un style latino, roots et reggae, dans lequel des chants arabes sont scandés et non chantés en solo. Un style à part entière va naître, issu de la culture karyane, dans lequel s'illustrent des groupes comme Jil Jilala, Larsad, ou encore Nass El Ghiwane et Lemchaheb. Le mot Karyane vient du mot carrière, des anciennes carrières centrales de Casablanca où vont se développer des bidonvilles dans les années 1960. Il s'agit d'une culture urbaine, mais pas d'une culture de ghetto, à la différence du hip-hop. Elle est le reflet d'une jeunesse post-coloniale déshéritée par la monarchie répressive de l'ancien monarque Hassan II.
Aujourd'hui, après 40 ans d'existence le ghiwane commence à prendre son essor et est considéré comme une des musiques du monde, même si le genre est resté assez underground au niveau international, contrairement au hip-hop ou encore au reggae. Au milieu des années 1980, des groupes allemand comme Dissidenten ont toutefois collaboré avec notamment Lemchaheb et Jil Jilala. Ce style tend cependant à s'effacer progressivement devant d'autres cultures urbaines.

### Chaâbi judéo-marocain
Tout comme les musulmans au Maroc, la communauté juive a toujours été fan et admiratrice de la musique Chaâbi. Cette scène s'était largement développée et les juifs marocains considéraient la musique chaâbi comme une nécessité pour toute grande occasion. Des artistes juifs avaient commencé à se distinguer dans ce domaine. Maurice Elbaz, producteur artistique, explique que « la musique chaâbi judéo-marocaine s’est depuis très tôt épanouie, dans le sens où par rapport à la tradition juive, il n’y avait pas d’interdit. Il y avait moins de tabous que chez leurs compatriotes musulmans et étaient aidés par une certaine tradition de chant synagogale ».

## Hassanya
Le hassanya est originaire du Sahara marocain et est présent dans le sud du Maroc. Les Sahraouis ont une caste de griots mais, en raison notamment des guerres incessantes depuis 1958 avec l'Espagne et le Maroc, beaucoup de musiciens ont choisi de s’exprimer sans être membres de cette caste professionnelle. Le hassanya se joue sur un luth tidinit accompagné d'un tambour tabl, ce dernier étant joué par les femmes. Le tidinit a tendance aujourd'hui à être remplacé par la guitare acoustique ou électrique accompagnée par d'autres instruments. Les femmes pratiquent encore beaucoup les chants sur les rythmes et les structures traditionnels, même si le jeu se fait sur guitare (une évolution comparable à celles des musiques maures et touarègues).
Cette musique et ses poèmes abordent généralement les problèmes de l’homme sahraoui, ses coutumes et traditions. Parmi les artistes de ce genre musical figurent Rachida Talal, Saïda Charaf et Batoul Marouani notamment. Par ailleurs, dans le sud marocain, en particulier dans la vallée du Drâa, il existe une musique folklorique composée de groupes mixtes chantant et dansant au rythme d'un tambour, de youyous et de frappes cadencées des mains. C'est le cas par exemple du groupe Rogba de Zagora.
Ces musiques sont représentées dans différents festivals tels que The Magic Drâa Festival ou le Festival International des musiques des déserts.

## Musique arabo-andalouse

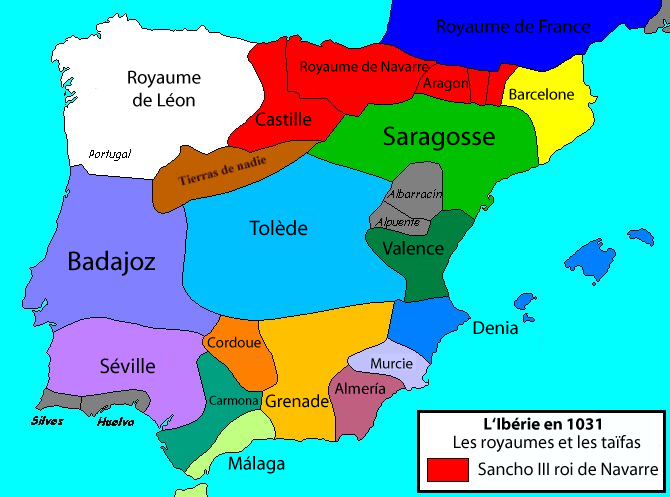
Royaumes andalous dits de taïfas en 1031

Le Maroc est fortement imprégné par la culture et la musique andalouse à la fois en raison de la proximité géographique avec l'Espagne et de l'installation de nombreux andalous de Tolède, Cordoue, Séville, Valence ou Grenade à la suite de l'expulsion des morisques d'Espagne vers l'Afrique du Nord en 1609.
Du fait de sa position géographique, le Maroc a toujours été une zone naturelle d'échanges entre l'Europe, l'Afrique et le monde musulman. Les andalous non-Chrétiens (musulmans et juifs) commencèrent à quitter l’Andalousie dès le XIe siècle, lors de la prise de Tolède par Alphonse VI, roi de Castille. Le dernier groupe à partir est les morisques qui s’étaient, en principe, convertis au christianisme pour éviter d’être expulsés. Du fait de sa position de capitale (en particulier spirituelle), la ville de Fès devint la patrie de nombreux réfugiés musulmans et juifs espagnol. Un quartier de Fès est d'ailleurs aujourd'hui connu sous le nom de Quartier andalou. Une ville comme Tétouan fut entièrement rebâtie et repeuplée par les réfugiés de Grenade. Au XVIIe siècle, les morisques installés à Rabat et Salé formèrent des républiques corsaires vivant de courses commerciales fructueuses qui les emmenèrent à négocier avec de nombreux États (Espagne, Portugal, France, Angleterre, Hollande, Islande…).
Aujourd'hui, de nombreuses communautés marocaines s’identifient encore comme andalouses. Des noms de famille telles que Diaz, Andalouss, Torres, Toledano, Kortobi, Molina, Nigno… résonnent encore d’un tel héritage. Les orchestres de Meknès, Fès, Tanger , Tétouan, Salé, Rabat, Marrakech utilisent encore des instruments et de la musique andalouse qui remonte au IXe siècle.

### Branches
Au Maroc, il existe deux genres de musique andalouse arabe. D'une part, le genre Al-ala, représenté par trois écoles à Fès, Meknès, Tétouan, Marrakech et, d'autre part, le genre Gharnati, représenté par les écoles d'Oujda, Rabat et Salé Il faut également évoquer les musiques judéo-marocaines ainsi que le melhoun ( Meknès et Marrakech principalement )
Par ailleurs, le Maroc a développé plusieurs festivals de musique andalouse, tels qu'Andaloussiyates et Casandalouse, qui permettent à des artistes venus d'Espagne, du Maghreb et du Moyen-Orient de se rencontrer.

#### Al-ala
Connue sous le nom de moussiqua al-âla (ou tarab al ala, aussi appelé tarab al andaloussi), il s'agit d'une musique raffinée jouée et chantée dans différentes grandes villes du Maroc où s'installent des andalous telles que Meknès, Fès, Salé, Tétouan, Taza, Marrakech, Rabat. Elle dérive de différents courants ou écoles ayant existé dans l'Espagne andalouse. L'andalou est une musique savante qui correspond à la musique classique d'Occident. C'est une musique codifiée qui se transmet de maître à élève et demandant le respect d’un ensemble de règles musicales fixées. Il s’agit dans ce cas d'une musique modale, c’est-à-dire organisée sur base d’un ensemble de modes dont chacun impose une échelle, une hiérarchie de notes.
La musique andalouse marocaine est nettement différente de la musique orientale : elle ne comporte généralement pas de quarts de tons, elle suit en principe le système de la gamme tempérée occidentale, la gamme est souvent exécutée comme une seule succession mélodique, alors qu'en musique orientale, elle est polycorde et, enfin, sa ligne mélodique est simple et claire, les modulations y sont rares. La composition musical est construite selon un nouba, c'est-à-dire un mode dans lequel des pièces instrumentales et vocales s'enchaînent selon un ordre déterminé et selon une progression musicale allant du non mesuré au mesuré. Un prélude libre, laissant une large place à l’improvisation ouvre la suite où se succèdent diverses pièces, notamment des poèmes dont les thèmes sont souvent l’amour, la nature, le vin… La nouba se termine par une phase plus vive, plus rythmée.
Désormais, le répertoire Al-âla du Maroc ne comprend plus que 11 noubas sur les 24 théoriques. Elles sont complètes et longues comme le veut la tradition puisque chaque nouba est supposée durer 1 heure, ce qui les singularise par rapport aux autres noubas maghrébines plus nombreuses, parfois incomplètes mais surtout plus courtes; chacune d’entre elles est divisée en cinq mouvements (mîzân) joués sur cinq rythmes de base. Chaque nouba est très longue mais il est rare qu’on les joue au complet. On se contente souvent de jouer un seul mouvement. Cependant, l’intégralité des noubas marocaines ont été enregistrées par la Maison des Cultures du Monde à Paris, en collaboration avec le Ministère de la Culture du Maroc. Chaque suite comprend des poèmes chantés en arabe littéral ou dialectal.
L'orchestre est généralement composé du plusieurs instruments à cordes (violon, rabâb, oud, violoncelle, alto), des percussions et un ou plusieurs chanteurs. Les membres de l'orchestre sont tous vêtus d'une tenue marocaine traditionnelle avec un Fez, des djellabas blanches et des babouches blanches ou jaunes. Parmi les artistes de ce style musicaux, nous retiendrons le Hadj Abdelkrim Rais, illustre rebabiste de l'orchestre de Fès, dont il était également le chef, Mohammed Larbi Temsamani, véritable novateur de cette musique et chef de l'orchestre de Tétouan, et Moulay Ahmed Loukili, chef de l'orchestre de la radio. Parmi les contemporains, se détache le maitre Mohamed Briouel, élève du Haj Abdelkrim Rais et actuel chef d'orchestre de Fès. Parmi les héritiers de la musique andalouse du nord du Maroc, nous retrouvons les tangérois Omar Métioui, Cheikh Ahmed Zitouni et notamment Jamal Eddin Benallal mais aussi le tétouanais Akrami.

#### Gharnati
Le gharnati ou (musique gharnatie) (arabe : الطرب الغرناطي) est originaire de la ville espagnole de Grenade, dernier bastion de l'Andalousie sous souveraineté musulmane. Les Grenadins quittant la région devant la Reconquista ramènent vers le Maghreb leurs traditions musicales,en s'installant dans différents villes du Maroc telles que Meknès, Fès, Oujda, Tétouan, Rabat, Salé et Marrakech.
Le musicien et musicologue Omar Metioui écrit à ce sujet « Au Maroc, les rescapés de l'Inquisition enrichissent les régions où ils s'installent par les connaissances qu'ils transportent avec eux. Dans le domaine musical, ils imprègnent plus particulièrement deux villes, Rabat et Salé, par un style différent de l'École de Fès[source secondaire nécessaire] »
Le gharnati est généralement exécuté en petite formation, composée de musiciens à la fois instrumentistes et chanteurs, et valorisant le chant en solo. Le chant est exécuté à l'unisson par un ensemble restreint, parfois enrichi d’ornements vocaux effectués par le mounchid, ce qui différencie le gharnati d'autres styles de musique arabo-andalouse. L'instrument principal du gharnati est le oud (une guitare andalouse) mais il y a aussi les fameuses darboukas et bendir, ainsi que la vièle Rabâb, des violons, altos et des luths. Le répertoire de la musique gharnati comprend également quelques pièces plus courtes que les noubas.
Les musiciens Amina Alaoui et Ahmed Thantaoui sont deux artistes notables de ce style musical.

#### Musique andalouse judéo-marocaine
Concernant la musique andalouse judéo-marocaine, l'historien franco-marocain, Haïm Zafani, écrit : « Au Maghreb et plus particulièrement au Maroc, les populations musulmanes et juives ont pieusement conservé la musique hispano-arabe.....En Espagne comme au Maroc, les juifs ont été les ardents mainteneurs de la musique andalouse et les gardiens zélés de ses vielles traditions. » Les musiques andalouses pratiquées par les Marocains de confession juives, descendants des judéo-andalous de l'Espagne mauresque, sont appelées les piûtim et les trîq. Ce style est principalement originaire de Meknès Tafilalet. Par la suite, la musique andalouse judéo-marocaine s'est exportée vers les pays où s'est installée la diaspora judéo-marocaine (Israël, France, Canada, États-Unis…). Avant leur départ massif du Maroc, les artistes judéo-marocains étaient aussi représentés dans différents styles musicaux comme l'aïta, le chaâbi, le gnaoui et le melhoun.
Les grands maîtres de cette musique sont Houcine Touali, Samy Elmaghribi, Zohra El Fassia, Haim Botbol et son frère Marcel au violon, mais on peut aussi citer des artistes comme Emile Zrihan de l'Orchestre andalou d'Israël, Haïm Look ou Houssine Alaoui Chrifi. En outre, des festivals marocains accueillent régulièrement des groupes et artistes de musique andalouse judéo-marocaine.

#### Melhoun arabe

Conquêtes Nord des Saadiens et route vers Tombouctou, au Mali.

Le melhoun est un genre musical populaire citadin qui puise ses textes dans les répertoires des poètes du melhoun marocain. L'origine du malhoune, melhoun ou malhun (en arabe الملحون, littéralement : mis en musique) est une forme musicale savante relativement moderne qui remonte au XIIe siècle, et emprunte ses modes à la musique arabo-andalouse en simplifiant ses modes et se développe sous une forme littéraire ne respectant pas la structure grammaticale classique (la qasida).
Musique citadine, elle se développe principalement à l'intérieur des corporations artisanales. Il s'agit d'une poésie chantée en arabe dialectal, à sujet bien religieux que profane, caractérisé par un langage sophistiqué et par une mélodie en style déclamatoire. Le poème écrit en zéjal est enrichie de mélodies populaires, cette création va donner naissance au Melhoun. Cette poésie conserve la division du texte en strophes comme dans le chant andalou : le couplet (ghson : branche ou rameau) peut comprendre de huit à seize vers, un court refrain (harba : lance) offre une alternance qui permet de rompre la monotonie du discours musical du chant melhoun.
Il ne faut pas confondre le melhoun et le wahrani oranais.
À Marrakech, sous les Saadiens, puis à Meknès sous le roi alaouite Moulay Ismail (XVIIe siècle), deux styles venus d'Afrique subsaharienne vont enrichir le Melhoun : le style hamdouchi et le style touat.
Les artistes les plus caractéristiques de ce style musical sont Saïd el Meftahi, Abdelali Briki, Smaïn Souli et Azzedine Benkirane (fusion Melhoun-Musique andalouse)

## Musiques dérivées du soufisme

### Aïssawa
Fondée au XVIe siècle par Sidi Mohamed Ben Aïssa, également appelé cheikh al Kamel, la confrérie religieuse aïssawa se rattache au soufisme. Son centre spirituel (zaouia) principal se trouve à Meknès où son fondateur est enterré. Cette confrérie, qui se trouvent principalement dans la région de Meknès, a une pratique fondamentale qui lui est propre : la hadra, une pratique collective de la transe. Elle est exécutée pendant les grandes fêtes aissawas (moussem) qui ont lieu à Meknès près du sanctuaire du cheikh al Kamel, à l’occasion de la célébration de la naissance du prophète. La hadra fait partie d’un rituel que l’on appelle aussi lila, car il dure toute la nuit. La lila des Aissawas commence par des chants puis est suivi par la hadra.
Dans la hadra, le nom de Dieu, des prières sont invoquées inlassablement jusqu'à prendre le corps puis l’esprit, de cet état découle la transe. Ces chants religieux sont scandés selon trois rythmes : à deux temps, cinq temps et 6/8 ternaire.
La musique aïssawa est principalement l'œuvre des confréries soufies de Meknès, Fès, salé Rabat et Marrakech.

### Hamadcha
La musique des Hamadcha, originaire de la confrérie soufie homonyme fondée par Sidi Ali Ben Hamdouch au XVIIe siècle, se caractérise par l’originalité de son répertoire, ses danses envoûtantes et ses transes. Sur le plan musical, elle se distingue d'autres pratiques par des instruments, des rythmiques complexes qui lui sont propres. Le répertoire des Hamadcha a largement inspiré celui des Gnaouas et des Aïssawa.

### Samaâ arabe
Le samā‘ (« l'audition » en arabe) est un art de chants sacrés polyphoniques a cappella dédié au culte de Mahomet et à Dieu. Le terme désigne également les séances musicales des confréries soufies. La philosophie soufi, en effet, bien plus que de tolérer la musique, s'en servait pour chercher l’union avec Dieu. Cette mystique musicale va, petit à petit, se ritualiser et devenir séance ou cérémonie sacrée englobant d’autres rites. Le dhikr, par exemple, peut être un point culminant du samā‘ dans la plupart des confréries, point culminant qui, selon les lieux et les croyances, s’appelle parfois aussi hadra (assistance), imara (plénitude) ou halqa (cercle).
La soirée de samâa (ou lila) est un rituel. Elle commence par des séances de fumigation par le bois de Santal et la lecture de la Fatiha (première sourate du Coran) sous le signe de la sérénité et de la purification. Cette pratique remonte à l’avènement de l’islam en l'an 622 et le prophète Mahomet est reçu lors de son exode de la Mecque à Médine par un chant à sa gloire qui est depuis chanté dans tous les pays arabo-musulmans (« La lune trône parmi nous » / Talaâ el badrou aleyna en arabe). Le groupe de samâa se compose généralement de 8 à 40 personnes, qui sont initiées et formées à ces chants dans des confréries aïssaoua ou hamadcha. De nombreux courants ont influencé le samâa par exemple : les confréries soufies qui ont également pour but d’emprunter des voies religieuses et ésotériques en vue de prier Dieu, et l'influence arabo-andalouse à la suite de l’arrivée des andalous chassés d’Espagne principalement après la chute de Grenade en 1492.

### Hadra des femmes de Chefchaouen
On trouve dans le Nord du pays (notamment à Tanger, Tétouan et Chefchaouen) des groupes uniquement formés de femmes chanteuses et musiciennes; leurs spécialités musicales sont la musique soufie et la musique arabo-andalouse. Si aujourd'hui[Quand ?], ces groupes sont de plus en plus visibles dans le champ musical général et dans les médias, initialement ils se produisaient essentiellement lors d'événements privés de types mariage ou cérémonies religieuses appelées Hadra. Compte tenu de l'histoire éminemment andalouse et espagnole des villes Nord du pays, l'origine de ces groupes est très probablement liée à un passé arabo-andalou.

### Musique gnaouie

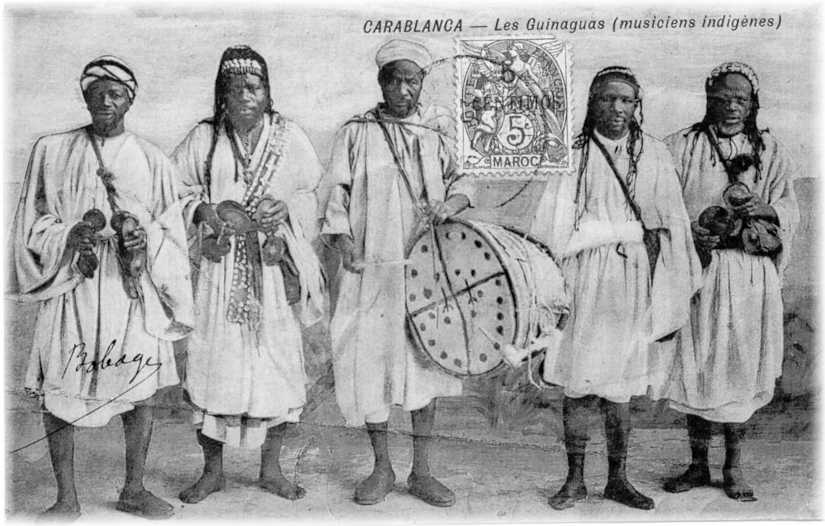
Gnaouas à Casablanca, 1920.

La musique gnaouie, ou tagnaouite (appellation berbère), est une musique pratiquée par les Gnaouas qui sont les descendants d'anciens esclaves noirs issus de populations d'origine d'Afrique subsaharienne (Sénégal, Soudan, Ghana, Guinée...). Ces anciens esclaves se sont ensuite métissés à la population locale et se sont regroupés en confrérie (avec un maître et un style vestimentaire particulier) pour créer une musique et un culte original mélangeant des apports africains et arabo-berbères. Ces confréries, ancrées dans la culture marocaine, expliquent la créativité et la vivacité à l'origine du succès des gnaouas marocains auprès de leurs compatriotes, des touristes et des musiciens venant d'occident. La danse et le chant gnawa ont un aspect mystico-religieux, avec une musique folklorique au style envoûtant. Avec leur qraqeb (crotales en métal) et leurs percussions, les chanteurs et danseurs peuvent se mettre en transe parfois.
Initialement, la musique gnaouie reposait donc sur des rituels religieux pratiqués de manière confidentielle. Toutefois, pour des raisons financières, certains gnaouas (qui ne sont pas tous des mâalems c'est dire des maîtres de musique et de cérémonie mystique) du Maroc sont sortis du rituel afin de présenter leur musique à un public marocain plus large. S'inspirant de troupes d'acrobates que l'on peut voir, de nos jours encore, notamment sur la place Jemaa el-Fna de Marrakech ou lors des moussem, ils développent et inventent des acrobaties qui ne font pas partie du rituel, et enrichissent leurs tenues vestimentaires (robes brillantes, bonnets avec un long pompon, des gris-gris blancs cousus sur la tenue et le bonnet ou incrustés dans les instruments de musique) afin d'attirer, amuser et distraire le public. En dehors d'Essaouira et avant leur renommée, les gnaouas ont longtemps été considérés comme des amuseurs publics.
Au Maroc uniquement, la musique gnaouie est également représentée depuis peu par des groupes de femmes d'Essaouira (appelées mqadamate, féminin de mâalem). Leur musique se fait avec des darboukas, des plateaux en métal et parfois des qraqeb, mais sans le luth guembri. Leur tenue ressemble à celle des hommes et leur danse est de forme conforme à celle du rituel. Ce genre musical existe également, avec des différences, en Tunisie, en Algérie, en Égypte, et peut-être aussi en Libye, avec un nom spécifique au pays. Toutefois, contrairement au Maroc où des informations relativement précises existent, le genre Gnawa des autres pays présente des zones d'ombre et restent relativement mystérieux.

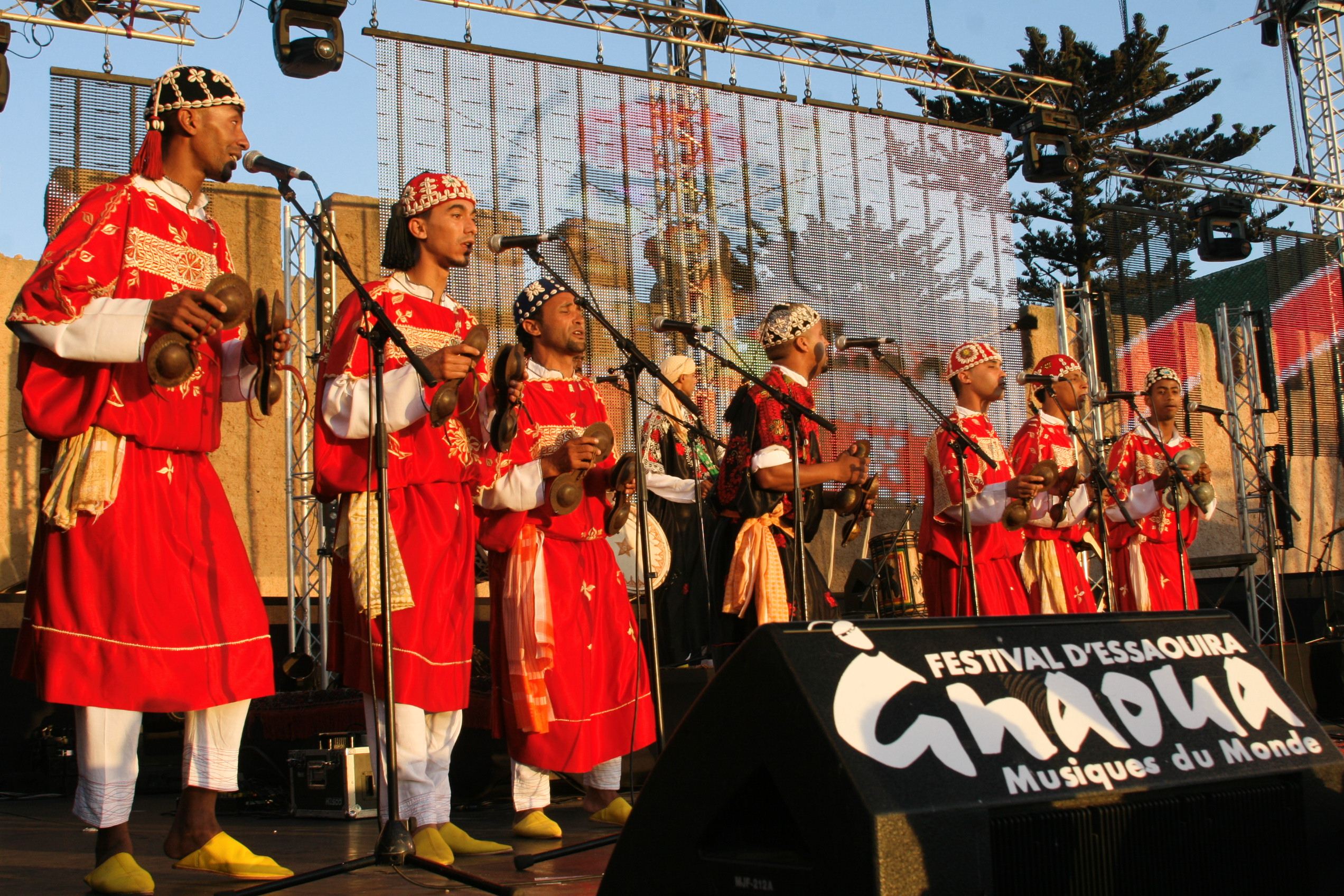
Festival gnaoua d'Essaouira.

Au Maroc, le berceau de la musique gnaouie est propre à la région d'Essaouira où l'on trouve aussi des gnaouas berbères, musulmans et juifs. D'ailleurs c'est dans cette ville que, depuis 1998, la musique gnaouie marocaine possède son festival annuel, le Festival Gnaoua et Musiques du monde. Le succès de ce festival international joue un rôle important dans l'expansion de la musique gnawa en dehors du pays et dans la création de fusions diverses et variées en dehors du pays. Les gnaouas du Maroc ont faire montre[Quoi ?] d'une intelligence artistique remarquable en étant les premiers à comprendre l'intérêt de la fusion de leur musique avec celle d'autres pays. De nombreux groupes et courants musicaux nationaux et internationaux se sont inspirés de ce genre musical marocain pour enrichir leurs œuvres, en fusionnant la musique gnaouie avec du jazz, du blues, du reggae, du rap, du chaabi ou du raï. Ainsi le standard marocain Allah, Allah Moulana se retrouvent dans de nombreuses compositions.
Parmi les artistes représentatifs de ce courant musical figurent notamment Majid Bekass, la famille Backbou, Hamid El kasri ou Maalem Abdelkrim Marchen. Par ailleurs, la musique gnaouie est intégrée dans de nombreux films (voir ci-dessous).

## Variétés marocaines
Sous le terme de variétés, on retrouve un grand nombre de genres musicaux qui se caractérisent par une tendance à mélanger les musiques marocaines traditionnelles avec des courants musicaux internationaux comme le jazz, le blues, le reggae, le hip-hop, le ragga ou le rock, ce que l'on[Qui ?] regroupe aussi sous le terme de Fusion. On[Qui ?] peut évoquer l'exemple du titre Dounia (litt. « Je chante »), sorti en 1990 et fruit de la collaboration entre les Frères Bouchnak et Malek, qui a marqué une étape majeure dans les balbutiements de la fusion marocaine à l'époque. Cette chanson, mélange de raï, de pop, de gnaoua et de rock, chantée en darija et en français, a connu succès considérable qui influença toute une génération de musiciens.
De nombreux artistes se sont consacrés à la fusion comme la chanteuse marocaine Samira Saïd, la chanteuse franco judéo-marocaine Sapho, l'auteur-compositeur-interprète Malek, le chanteur Tahour (mélange de chaâbi moderne et classique, musique orientale), la chanteuse Nabyla Maan, Abdelali Raoui (fusion de chaabi, raï, gnaoui) mais aussi Nouamane Lahlou (chansons de type réaliste), Sofia Marikh (musique libano-égyptienne), la franco-marocaine Sofia Essaïdi (musique occidentale), Sy Mehdi, Rani (fusion de musique hispanique et péruvienne), Najat Aâtabou (interprète de différents styles marocains), El Miloudi (chaabi ou raï), Mohamed Reda (fusion avec du hip-hop), Leila Gouchi. C'est également le cas de plusieurs groupes comme Amarg Fusion (mélange de musique berbère du Sousse revue avec des instruments modernes occidentaux), Darga (mélange de rap, reggae et jazz), Zazz Band (mixte de jazz et de sonorités gnaoua) ou Haoussa (initialement de rap et qui introduit des sonorités jazz-rock-punk) et encore récemment Meteor Airlines (mélange d'ahidouss du sud-est marocain et de rock).
Un des événements les plus importants de cette scène underground, est le festival du Boulevard des jeunes musiciens qui a lieu tous les ans à Casablanca et qui rallie les différents genres musicaux marocains dans un même événement culturel. Aux côtés de la musique arabo-andalouse, les musiques latines connaissent un certain essor au Maroc où, après le français et le darija (arabe marocain), l'espagnol est une des langues les plus parlées.
Depuis de nombreuses années[Quand ?], divers groupes de musique arabo-andalouse ou de variétés collaborent avec des groupes de flamenco et chantent en arabe ou en espagnol. De plus en plus de chanteurs marocains enregistrent des titres dans différentes musiques latines, en particulier sur des rythmes de flamenco ou de salsa. Par ailleurs, depuis quelques années certaines bandes originales de films marocains comportent des compositions latines. Parmi les artistes de fusion entre musique espagnole et marocaine, on peut citer les groupes maroco-espagnols Akrami et Flamenco, le groupe Alabina, le guitariste franco-marocain Chico Bouchikhi un des 2 fondateurs des Gipsy Kings, le chanteur Rani (fusion de Flamenco ou de musique péruvienne), et le guitariste Nino Mekouar reconnu à l'échelle internationale pour ses qualités de technicien et mélodiste hors pair.

### Hip-hop et reggae
Les débuts du hip-hop et des arts urbains au Maroc remontent au milieu des années 1980 à Meknès. Peu à peu, les rappeurs marocains ont transformé le rap occidental en hip-hop marocain (fusion entre musiques traditionnelles marocaines et rap occidental) généralement déclamé dans un mélange d'arabe marocain dit darija, de berbère, de français et d'anglais.
Le reggae a, quant à lui, fait son entrée au Maroc à la fin des années 1970 et au début des années 1980 avec un très fort succès auprès des jeunes des grandes villes du Maroc, en particulier à Casablanca. Depuis cette époque, on peut voir de nombreux jeunes portant des tenues ou bonnets aux couleurs de la Jamaïque ou avec une coiffure rasta. Le reggae est naturellement entré dans les compositions actuelles de fusion. Par ailleurs, le ragga fait aujourd'hui[Quand ?] la même percée que le reggae auprès des jeunes citadins, le public marocain semblant friand des musiques à sonorité « afro ».

### Musique électronique
Le Maroc, comme de nombreux autres pays, découvre la musique électronique dans les années 1980 à travers les succès mondiaux de Jean-Michel Jarre avec lequel la chanteuse marocaine Saïda Charaf collabore. Cette forme musicale avec platines et/ou ordinateur évolue et commence à gagner le Maroc. Les artistes de ce mouvement musical s'expriment en particulier au moment du festival de musique contemporaine de Casablanca, le Festival Gnaoua et Musiques du monde (ou L'Boulevard).
Compte tenu des ambitions touristiques des autorités du pays, du nombre croissant de carnavals et le développement des sociétés d'événementiel, de grands spectacles de musique électronique de type technoparade feront leur apparition au Maroc sur le modèle des grandes manifestations électroniques organisées aux États-Unis, en Europe ou à Ibiza.
Un certain nombre de DJ se lancent dans ce genre musical comme DJ Abdel, Mehdiz, DJ Karim Kherbachy, DJ Khalid ou encore DJ Key et Mednas.

### Rock, hard rock et punk rock

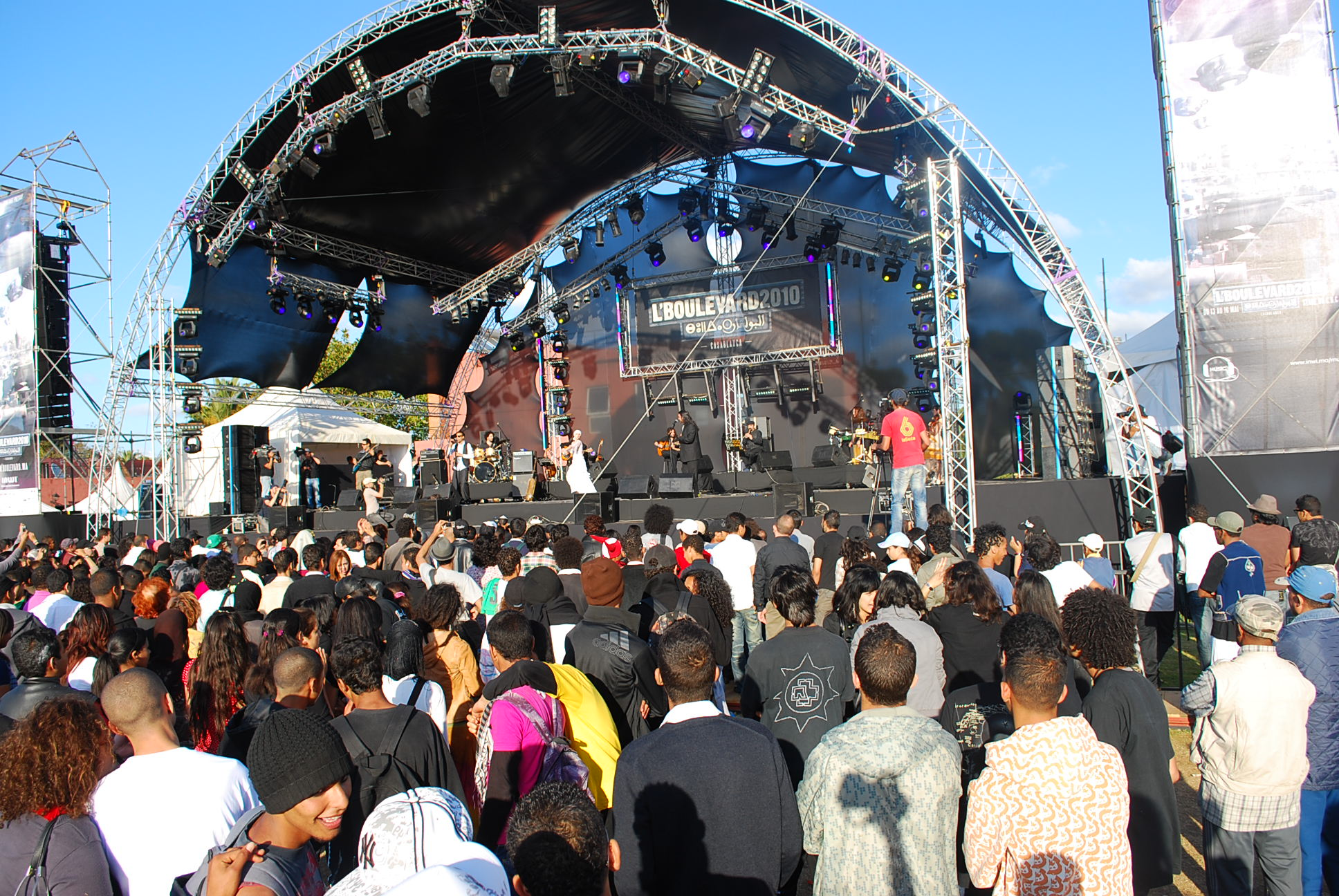
L'Boulevard édition 2010.

Le rock 'n' roll, fusion de blues et de country, débarque dans les années 1960 au Maroc, principalement auprès de la jeunesse musulmane et juive de Casablanca. Cette musique était diffusée dans de nombreux bars casablancais munis de Juke Box où les jeunes de l'époque se retrouvent pour danser et chanter. Un groupe casablancais nommé les Golden Hands reprendra ce style musical. Toutefois, le rock, le hard rock et le punk nés en Occident des années 1950 à 1970, du fait du son de ces musiques de défoulement et l'aspect vestimentaire des musiciens, ont choqué les conservateurs et les intégristes marocains (à l'instar de leurs homologues réactionnaires occidentaux) qui ont vu dans cette musique une manifestation satanique. Voyant le danger pour son début de liberté chèrement gagnée, la jeunesse marocaine a manifesté de façon forte son soutien à ces artistes et à ces courants musicaux.
En la qualifiant de musique « sataniste », les conservateurs marocains furent loin de se douter qu'ils lui ont rendu le plus grand service. En effet, ils ont mis un coup de projecteur sur cette musique et pour les jeunes Marocains, ce type de musique était (comme pour leurs homologues européens des années 1970) une façon de montrer leur désaccord et leur rejet d'une société figée, pleines de contractions et d'hypocrisies et où la parole d'un jeune n'a que peu de valeurs. Par la suite, avec le souffle de la démocratisation impulsée par l'arrivée du nouveau monarque, des artistes marocains se lancent dans le heavy metal et le hard rock dans les années 2000.
Ces artistes ont malgré tout connu moins de succès que les rappeurs en dépit des débuts prometteurs au festival annuel de Casablanca, le L'Boulevard, où se révèlent des groupes rock/metal comme Reborn, Nekros, Infernal Surfing, Overdose, Syncop, Glam Insane ou Mystic Moods. Leur influence rock sur les autres courants musicaux du pays est incontestable mais elle reste marginale, sans doute parce que les artistes marocains de ce genre musical n'ont pas encore trouvé la bonne fusion rock-metal-musique marocaine qui peut « parler » au public marocain. Seul le groupe Haoussa réussit à donner au style punk rock sa couleur « Maroc ».
Au Maroc, de courtes émissions telles que Génération Ajial sur la chaîne 2M ou 100 % Chabab sur la SNRT donnent la parole à des chanteurs et chanteuses de rock et de metal. Un 1er festival de metal apparait au Maroc en juin 2008, le Festival Casa Gateway, où sont invités des groupes du monde arabe et d'Occident. Parmi les chanteurs et groupes marocains de rock, figurent Jbara, Najib Slimani, Anarky, ZWM, Meteor Airlines et, dans le hard rock et le metal on peut citer les groupes Despotism, Anarchytect, Wanted, Tormentor of Souls, Holly Angel

### Jazz, blues, soul, RnB, funk et disco

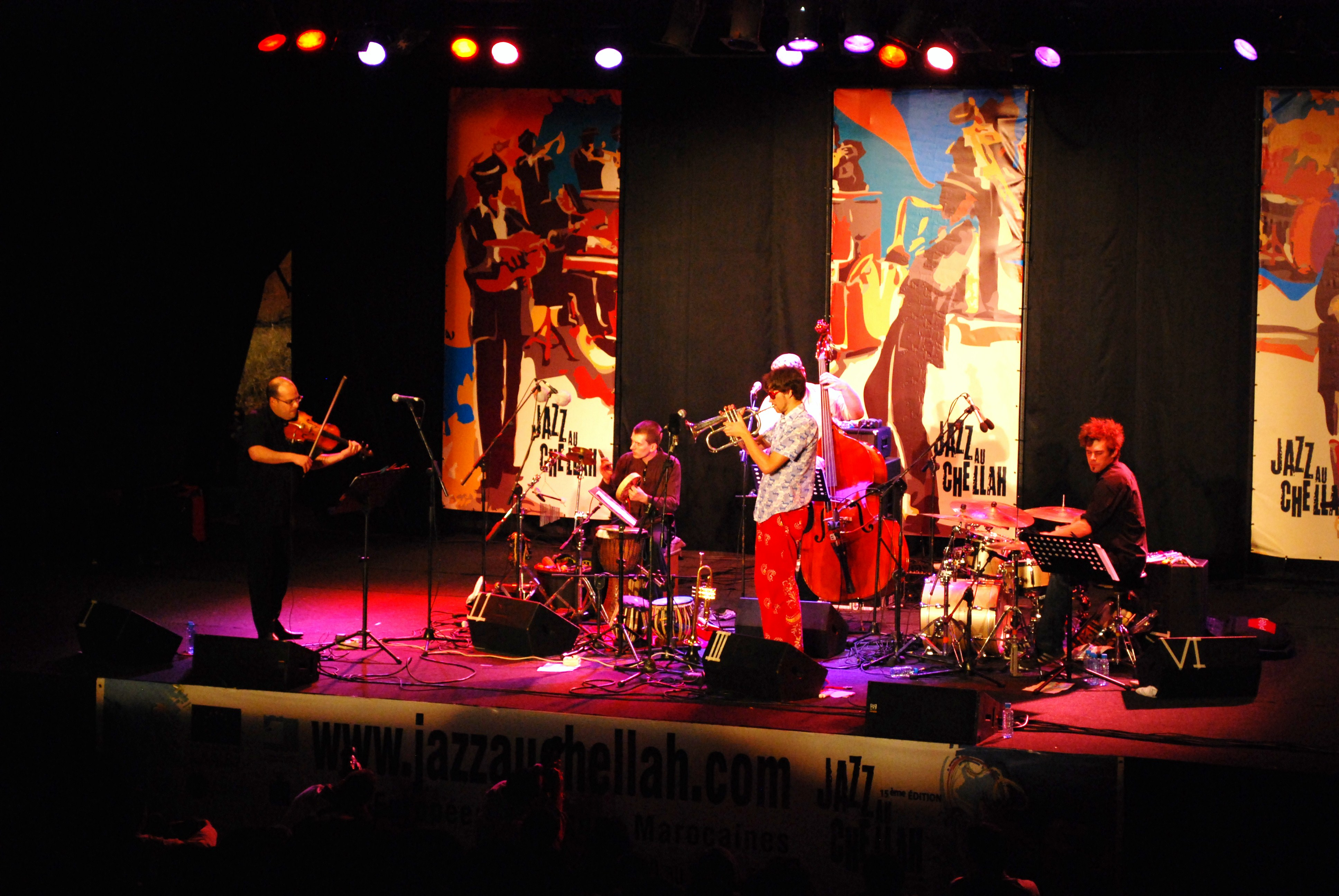
Jazz au Chellah édition 2010.

Au Maroc, il existe de nombreuses manifestations musicales de jazz telles que Tanjazz, Jazz au Chellah, Jazz in Ryiad ou Jazzablanca. Des sonorités Jazz et Blues sont de plus en plus présentes dans certains morceaux ou compositions de fusion, en premier lieu dans les diverses fusions Jazz-Blues-Gnaoua.
Les Marocains découvrent le disco et le funk dans les années 1980 en particulier à la suite d'émissions de la radio Médi 1 présenté par le célèbre présentateur casablancais de l'époque Foued et par les discothèques des grandes villes balnéaires. Toutefois, les circonstances sociologiques et médiatiques du Maroc des années 1970-1980 ne permettent pas à des musiciens et artistes marocains de s'emparer de cette musique.
Depuis peu des artistes marocains chantent avec succès en darija sur des tubes de musiques Soul-RnB. Ces artistes reprennent une méthode qui a été très utilisée par des artistes français ou européens qui doivent une grande partie de leur succès à des reprises de tubes américains ou de standards internationaux de twist, rock, disco, jazz, bossa nova outTango. Cette méthode a permis aux artistes européens de s'approprier les tubes venus des États-Unis au lieu de les subir et, en fin de compte pour mieux s'en affranchir des années plus tard. La jeune génération d'artistes marocains redécouvrent, en partie, ces musiques grâce à des morceaux de fusion Raî-RnB
Parmi les artistes d'origine marocaine de jazz, blues ou RnB, on peut notamment citer Saïda Fikri, Soukaina Boukries, Vigon ou Tawfik Ouldammar.

## Musiques du Proche-Orient
Les Marocains nomment Moussika Charkiya les musiques venant du Moyen-Orient.
Cette musique n'est pas très répandue au Maroc mais l'on peut tout de même citer des artistes comme le chanteur Hatim (musiques marocaine et libano-égyptienne), la chanteuse Hasna (musiques marocaine, libano-égyptenne et indienne) ou Cheb Abdelhafid Douzi (musique libano-égyptienne ou Raï).

## Musique classique orientale ou européenne
Les Marocains désignent par le terme musique classique (en arabe : Moussika Classikiya) toutes les formes de chansons exprimées en arabe littéraire (poétisé, imagé, théâtralisé) sur le modèle des compositions produites par Oum Keltoum, Faïrouz, Riad sunbati, Mohammed Abdelwahab, entre autres. Toutefois, la musique est marocaine (et non arabo-ottomane tel qu'en Égypte, au Liban ou en Syrie).

### Orchestre philharmonique
L'Orchestre philharmonique du Maroc (OPM) est créé en 1996 à l'initiative de musiciens marocains désireux de doter le Maroc d'une formation symphonique de qualité, à leur tête le président fondateur et violon solo Farid Bensaïd.

### Artistes solo
- De oud : Saïd Chraïbi, Amrou Tantaoui, Ahmed Al Bidaoui, Driss El Maloumi, Haj Younes-Az Eddin, Montaser-Azzouz El Houri, Youssef Al Madani, Abdal Allah Isami, Amed Soulaymane Chawqui, Arbi Tamsamani ;
- De violon : Ahmed Regragui, Farid Bensaïd, Mohamed Smiras-Ahmed Chaji, Jilali Bel Mahdi, Abdal Wahad  Jarmouni, Ismail Ahmed, Abd Arrahim Asamlali ;
- De piano : Marouan Benabdallah, Ragragui Mustapha, Abd Anabi Al Jirari ;
- De percussions : Abdallah Hakam, Abdal Aziz Ghmizate, Al Madani-Al Bacha, Zahidi ;
- De nay : Abdal Hamid ben Brahim, Abdasalam, Rachid Zarwal ;
- De quanoun : Salah Acharqui, Asquali, Al Hadade ;
- De saxophone : Chrif ;
- De guitare : Moulay Ahmed Al Gandouse, Niño Mekouar, Akaf Belaid.

### Chefs d'orchestre
- Ahmed Awatif (chef d'orchestre classique) ;
- Idriss Acharadi (1er chef d'orchestre marocain de l'indépendance) ;
- Abd Assalam Khchan (chef d'orchestre Royal) ;
- Ahmed Alaoui (chef d'orchestre de musique arabe classique de la Chaîne 2M) ;
- Rachid Regragui (chef d'orchestre classique et oriental) ;
- Benouhoud Abdelatif (chef d’orchestre du conservatoire de Casablanca).

## Musique de film et comédies musicales
La place de la musique dans les œuvres cinématographiques est fondamentale : elle permet d'accompagner ou de renforcer le jeu des acteurs et peut au contraire desservir le film et nuire aux jeux des comédiens lorsqu'elle est mal faite ou mal programmée. De plus, elle permet au public de se souvenir, bien des années après la diffusion, de scènes ou des acteurs du film.
Le cinéma marocain a longtemps eu tendance à utiliser des compositions musicales diverses qu'il collait tant bien que mal au film créant parfois une inadéquation ou une distorsion entre les différentes séquences de l'œuvre et la musique d'accompagnement. Cette ancienne pratique tend de plus en plus à disparaître avec la production de films à destination de festivals internationaux. Jusqu'à peu, les meilleurs morceaux de musique de films marocains consistaient en des solos de oud ou de flûte accompagnant les parties mélodramatiques du film ou des morceaux de chaâbi ou gnaoui accompagnant les parties festives du film. La musique gnaoui est utilisée dans de nombreux films marocains et européens en particulier français tels que Bye Bye Suerte, Le Bal des génies, Les Fils de Bilal, Gnaoua dans le Bocage…
Le cinéma marocain est souvent récompensé dans les plus grands festivals de films arabes ce qui démontre que la darija peut également (avec ou sans sous-titrage) s'exporter dans les autres pays arabes. En 2004, deux films marocains ont été sélectionnés au Festival de Cannes : Derb Moulay Cherif de Hassan Benjelloun et À Casablanca les anges ne volent pas de Mohammed Asli. En dépit du net et récent progrès de la production et de la qualité des œuvres cinématographiques marocaines, en particulier sous l'impulsion du Festival international du film de Marrakech et de la collaborations avec des artistes occidentaux, la place de la musique de films reste encore une piste à défricher.
Actuellement, les plus importants festivals arabes de films sont ceux de Marrakech, d'Alexandrie et de Dubaï. Au Maroc, outre le Festival international du film de Marrakech, on trouve aussi au Maroc le festival du film africain de Khouribga, le festival du film de Tanger, le festival du film documentaire d'Agadir, le Festival national du film et le festival national du film berbère.
Par ailleurs, le fort succès, au Maroc, des comédies musicales indiennes « made in Bollywood », poussent certains réalisateurs à créer des comédies musicales marocaines tel que Kamenja.
Dans ce monde globalisé où les cultures entrent en concurrence et où certaines d'entre elles risquent de disparaître, les autorités culturelles du pays, conscientes du danger, se sont dotées récemment d'une industrie du Film. En outre, la création récente d'une école du cinéma à Marrakech et le renouveau de la nouvelle scène marocaine vont très certainement donner à la musique de film sa véritable place dans les œuvres cinématographiques marocaines dont l'avenir sont d'être diffusées dans des salles du monde arabe et occidental.

## Spectacles et danses traditionnelles
Il n'existe pas encore au Maroc, à ce jour, de spectacles musicaux du type Starmania (Québec-France, années 1970), Hair (États-Unis, années 1970), West Side Story (États-Unis, années 1960), Notre Dame de Paris (France, années 2000), le Roi Soleil (France, années 2000)… Dans le monde arabe, aujourd'hui, seul le Liban produit des spectacles de ce type.
Ces spectacles liant musiques et danses sont soit des fictions soit des reprises de livres ou de contes et connaissent en Occident un énorme succès.
Au Maroc, les spectacles musicaux existant, sont sous forme de pièces de théâtre musicales. Si la danse du ventre, complètement étrangère au Maroc (dont des textes bibliques font déjà état à l'époque du prophète Moïse et dont les cinéastes égyptiens du XXe siècle se sont emparés au détriment du reste du monde arabe), est très connue et appréciée dans le monde entier, les danses et musiques marocaines sont relativement connues dans le monde arabe et peu en Occident. Les danses du Maroc sont nombreuses et diverses. Depuis quelques années, la troupe de la danseuse et chorégraphe marocaine Nawal Benabdellah (la Compagnie Nawal) les présente au public du monde arabe avec un très net succès (voir liens externes).
Depuis peu[Quand ?], il existe les Folie's de Marrakech : Cet établissement propose des spectacles dansants et musicaux sur le modèle des Folies Bergère de Paris. Les publics arabes sont souvent agréablement étonnés par la diversité de l'habillement, des danses et des musiques ainsi que du balayage des cheveux et des « derdigues » (frappes des pieds sur le sol ou sur des caisses de résonance) lors des représentations marocaines.

## Musique jeunesse
Au Maroc, il existe depuis peu des manifestations pour enfants dans certaines grandes villes du Royaume. On trouve aussi des émissions TV et de très rares productions de livres ou BD pour les enfants. En revanche, il n'existe pas encore de productions nationales de disques ou de dessins animés.
La Fédération marocaine des cultures urbaines s'organise pour aider la jeune création artistique à se promouvoir à travers un réseau national s'articulant à travers plusieurs associations sur le territoire marocain. La Fédération propose un site sur la législation culturelle au Maroc afin de mieux accompagner les artistes.
Il existe en outre plusieurs festivals pour les enfants comme le Festival pour l'enfant orphelin de Laâyoune, le Festival national du théâtre de l'enfant ou encore le Festival de l'enfant de Rabat.

## Événements musicaux

### Moroccan Music Awards
En 2006, avec le soutien de divers sponsors, fut créé au Maroc par de jeunes étudiants (en communication et en journalisme) visionnaires le Mghrib Music Awards ; il récompense les différents artistes marocains de la nouvelle scène marocaine (rap, rock, metal, DJ, MC, etc.). Les prix sont attribués en fonction du résultat de votes d'internautes.
Les prix, de l'ordre de neuf, consacrent : le meilleur album, le meilleur titre, le meilleur vidéoclip, le meilleur DJ pour les différents styles musicaux ainsi que la révélation de l'année et le coup de cœur du public. Le foisonnement d'événements de cette envergure fait grand bien à la diversité culturelle et encourage la multiplicité des talents que le royaume recèle. Les Mghrib Music Awards ont lieu deux fois. Une troisième édition est actuellement en cours d'élaboration.

### Fête de la musique
Lancée en France en 1982 par le compositeur Maurice Fleuret et popularisée par le ministre Jack Lang, d'après une idée du musicien américain Joel Cohen (connu au Maroc pour ses collaborations avec des musiciens marocains), la Fête de la musique se déroule tous les 21 juin dans environ 130 pays et 400 villes sur les cinq continents.
Au Maroc, certaines grandes localités, telles que Casablanca, Kénitra ou El Jadida, organisent cette fête internationale de la musique, mais sans pour autant défendre la jeune création artistique. Fin 2008, un collectif d'associations et d'artistes décident de se réunir pour créer la Coordination Marocaine de la Fête de la Musique (CMFM) pour généraliser l’événement dans tout le Maroc afin de favoriser l'émergence de la jeune création artistique marocaine et permettre des échanges futurs avec les autres villes du monde participant à cette festivité.

### Visa for Music
En 2014 Visa for Music, un festival et marché de professionnels d’Afrique etait créé par entrepreneur culturel marocain Brahim El Mazned. Ce festival a lieu chaque année en novembre à Rabat, capitale du Maroc, et a pour objectif de participer à la promotion de la diversité et richesse culturelle, ainsi que la promotion des artistes marocains et du monde entier.

### Festivals et concerts publics
Depuis plusieurs années, les autorités culturelles réalisant les atouts des spectacles et concerts, le plus souvent gratuits, les festivals se sont multipliés. Ils permettent de faire connaître aux Marocains les nombreuses facettes de leur patrimoine musical ainsi que celles venant du monde entier, mais aussi de promouvoir les artistes, techniciens du spectacle et musiciens marocains tout en facilitant des échanges entre les artistes du monde entier.
Il existe au Maroc un nombre important de festivals parmi lesquels on peut citer :
- Festival des Gnaouas
- Festival almouggar N Jazz d'Agadir
- Festival du Boulevard des jeunes musiciens
- Festival Mawazine
- Festival reggada de Nador
- Festival international du raï de Oujda
- Jazz au Chellah de Rabat
- Festival Timitar d'Agadir
- Festival de Fès des musiques sacrées du monde
- Festival Casandalouse
- Festival de Hoceïma
- Festival Andaloussiates de Chefchaouen
- Festival des voix de Femmes de Tétouan
- Festival de l'aïta de Safi
- Festival Trans atlantic de Safi
- Festival des musiques amazighes
- Festival Taragalte (musiques du désert) de M'Hamid El Ghizlane
- Festival national des arts populaires de Marrakech (1er festival de musiques et de danses folkloriques créé au Maroc)
- Festival Reggada de Saïdia
- Festival des Musiques des Cimes d'Imilchil
- Festival international de la guitare de Larache
- Festival du nord de la culture urbaine de Larache
- Festival Alegria de Chefchaouen

## Instruments

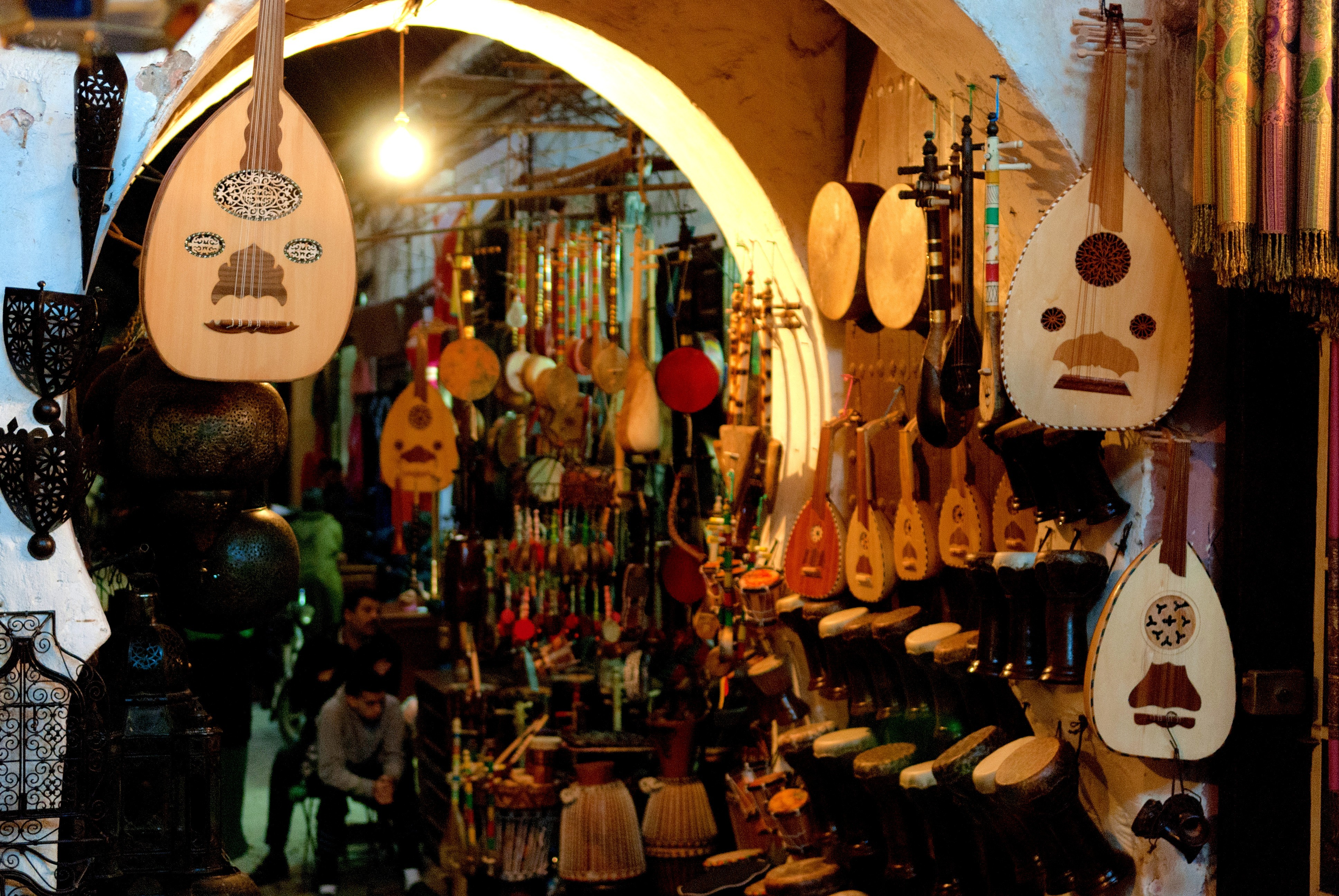
Magasin vendant des instruments de musique marocains à Marrakech.

La diversité de la musique marocaine est aussi liée à la grande variété des instruments traditionnel tels que la Kamanja, la Nira, le Bendir, les qaraqebs, le qanoun, les tbïla, la taârija, la Darbouka, la guedra et bien d'autres.
En outre, depuis plusieurs décennies, de nombreux instruments de musiques modernes ou classiques venus d'Occident ou plus exotiques venus de différents continents (Océanie, Amérique Latine, Afrique…) sont entrés dans les compositions musicales marocaines et les ont enrichies. Ce phénomène s'est renforcé avec la fusion.

## Production et diffusions de la musique marocaine
En 1972, fut votée la loi dite de la « marocanisation » qui obligea les labels de production locale propriété non-marocaine à être vendus[réf. nécessaire]. De même, les droits de douane sur les importations de vinyles devinrent prohibitifs, et un coup d’arrêt brutal est donné à ce moment à la production d'artistes locaux marocains. Le marche se développe ensuite essentiellement sur le support de la cassette audio, qui par un faible coût de revient et le faible coût capitalistique de production, permit l'essor de toute une industrie du piratage, d'abord d'artistes étrangers, puis celle ds produits culturels locaux.
Au début des années 2000, la démocratisation du CD entraîna l'explosion du piratage qui devint aussi plus facile et diffus.
Le BMDA (Bureau des droits d'auteur marocain), censé collecter les droits d'auteurs, fut d'un terrible laxisme durant toutes ces années. Les artistes furent asphyxiés financièrement et ne purent survivre que grâce à la scène ou l'adaptation aux musiques de fêtes et mariages. De nombreuses maisons d’éditions cessent de produire de nouveaux talents par manque de retour sur investissements. C'est aussi l'époque du Label FTG Records, premier label indépendant de musique marocaine, qui se spécialisa sur les artistes de la nouvelle scène dite « Fusion ». Il produisit de nombreux artistes comme Khansa Batma, Saïd Bey, Sy Mehdi, Barry, Itab, Tarik Batma, Saraab, Salim Lahbib, etc., avant de cesser sa production de talents locaux, faute de débouchés commerciaux.
Même si Internet, avec le téléchargement illégal, et la copie illégale de CD et DVD, met en péril la création artistique numérique (musique et films), internet est aussi un formidable média de diffusion directe des œuvres musicales vers le public du monde entier. S'inspirant de ce qui se fait en Occident, les artistes de la nouvelle scène marocaine (et en premier lieu les artistes de hip-hop marocain) ont vite compris l'intérêt de ce type de média dans la diffusion et la promotion de leurs créations. Certains jeunes artistes marocains, conscients du faible pouvoir d'achat des Marocains, proposent certains de leurs titres gratuitement sur internet afin de mieux se faire connaître et gagnent leur vie grâce aux concerts privés ou publics et aux produits dérivés qu'ils proposent à leurs fans (pochettes, T-shirt…). Si l'outil Internet est bien exploité par la jeune génération, tous les artistes marocains de la précédente génération ne se sont pas encore vraiment emparés de cet outil promotionnel. Toutefois, des jeunes férus d'informatique d'origine marocaine font indirectement et gratuitement leur publicité dans leurs sites ou leurs blogs.
En outre, le clip est depuis des décennies un outil incontournable dans la promotion d'un chanteur ou d'un groupe. Ces courts métrages (réalisés parfois par des professionnels du cinéma ou par des amateurs du 7e art) sont récompensés dans de nombreux prix musicaux à travers le monde. Au Maroc, des émissions de type Top 50 et des sites Internet se sont spécialisées dans la diffusion de vidéoclips. De plus, de nombreux artistes proposent leurs vidéoclips sur leur site internet ou sur YouTube. Par ailleurs, il faut évoquer le cas des émissions télévisées musicales et notamment de Studio 2M qui, à l'exemple de ses consœurs d'Occident (Popstars, La nouvelle Star, Star Academy), crée une nouvelle dynamique dans l'univers musical et a permis de découvrir des artistes comme Sahar Seddiki, Hajar Bensouda, Rita Benjelloun, Amine Ringa, Marouane, Joudia… . C'est également le cas de l'émission Star Academy Arab World de la chaîne libanaise LBC qui regroupe de jeunes talents venant de tout le monde arabe. Elle est suivie par un large public du monde arabo-musulman et a permis de faire découvrir des chanteuses marocaines comme Sofia Marikh ou Hanaa El Idrissi.
Au Maroc, comme dans le reste du monde arabo-musulman, les femmes souhaitant faire carrière dans la musique ont longtemps été perçues comme des femmes aux mœurs légères. De nos jours au Maroc, avec la nouvelle scène marocaine et ce type d'émission, cette perception machiste tend à disparaître en particulier dans les grandes villes. Par ailleurs, les artistes ont pendant très longtemps accordé beaucoup d'importance à la richesse des textes, ce qui a donné des chansons très longues aujourd'hui indiffusables dans leur intégralité dans les médias (en particulier en Occident) où un titre ne doit pas dépasser les 3 minutes. La nouvelle génération va bouleverser ce schéma inadapté au monde musical actuel et reprendre parfois des textes en les modernisant. Les jeunes artistes du pays n'oublient pas l'ancienne génération de « musique marocaine à textes » représentée, entre autres par des artistes comme Abdelhadi Belkhayat ou Abdelwahab Doukkali.

### Paroliers arabes
Au Maroc, la plupart du temps, ce sont les artistes ou les groupes qui écrivent eux-mêmes les paroles de leurs chansons ; néanmoins, certains chanteurs ou groupes font appel à des paroliers tels que Cherkaoui, Haj Younès ou Malek.

### Médias musicaux
La libéralisation du secteur audiovisuel permet au public marocain d'écouter de nouvelles stations marocaines, ainsi que d'autres stations établies à l'étranger rendues accessibles par l'avènement des connexions internet haut débit. Les radios et webradios du genre incluent : Chaîne Inter, Radio 2M, Médi 1, Radio Aswat, Hit Radio, Chada FM, Radio Plus Agadir, Casa FM, Cap Radio, Radio France Maghreb, Radio Yabiladi, Luxe Radio, Atlantique Radio, et Radio Mars.
Il n'existe pas de chaîne thématique musicale au Maroc mais un certain nombre d'émissions sont consacrées à la musique : Al Mawahib (Abdanabi Al Jirari), Al Fawkih, Podium 3000 (Mahoud Migri), Al Rhame (sur la chaîne 2M), Studio 2M (émission de type Star Academy), Ajial (génération) (sur la chaîne 2 : émission consacrée à la nouvelle scène marocaine), Nerma ou Athey (émission consacrée à un chanteur sur le chaîne 1), 100 % Chebab (sur la chaîne 1 : émission consacrée à la nouvelle scène marocaine), Top 50 sur la Chaine 2 (passages de vidéoclips de divers chanteurs), Marrakech Express (émission, de la chaîne 1, qui parle de musique, littérature, peinture et cinéma), et Chadalhane (émission de la chaîne 2M sur les musiques arabo-andalouse et classique).

## Organisation structurelle

### Conservatoires et écoles de musique
- Conservatoire de Rabat
- Conservatoire Dar Moulay Rachid Rabat
- Conservatoire de Kénitra
- Conservatoire de Fès
- Centre Dar Adyel à Fès
- Conservatoire de Casablanca
- Conservatoire de Tétouan
- Conservatoire de Tanger
- Conservatoire de Larache
- Conservatoire de Chefchaouen
- Conservatoire de Ksar El Kébir
- Conservatoire de Marrakech
- Conservatoire de Meknès
- Conservatoire de Taza
- Conservatoire de Oujda
- Conservatoire d'El Jadida
- Conservatoire de Safi
- Conservatoire de Laayoune
- Conservatoire Militaire de musique de la Garde Royale
- Ecole Internationale de Musique et de Danse (EIMD) Casablanca
- Ecole Internationale de Musique et de Danse (EIMD) Rabat

### Syndicats et organisations professionnelles
- Syndicat des professions musicales du Maroc
- Comité national de la musique du Maroc